# Marimatha apoda
Marimatha apoda är en fjärilsart som beskrevs av Embrik Strand 1920. Marimatha apoda ingår i släktet Marimatha och familjen nattflyn. Inga underarter finns listade i Catalogue of Life.